# Greenidea okajimai
Greenidea okajimai är en insektsart. Greenidea okajimai ingår i släktet Greenidea och familjen långrörsbladlöss. Inga underarter finns listade i Catalogue of Life.